# 류블랴나 오페라 극장

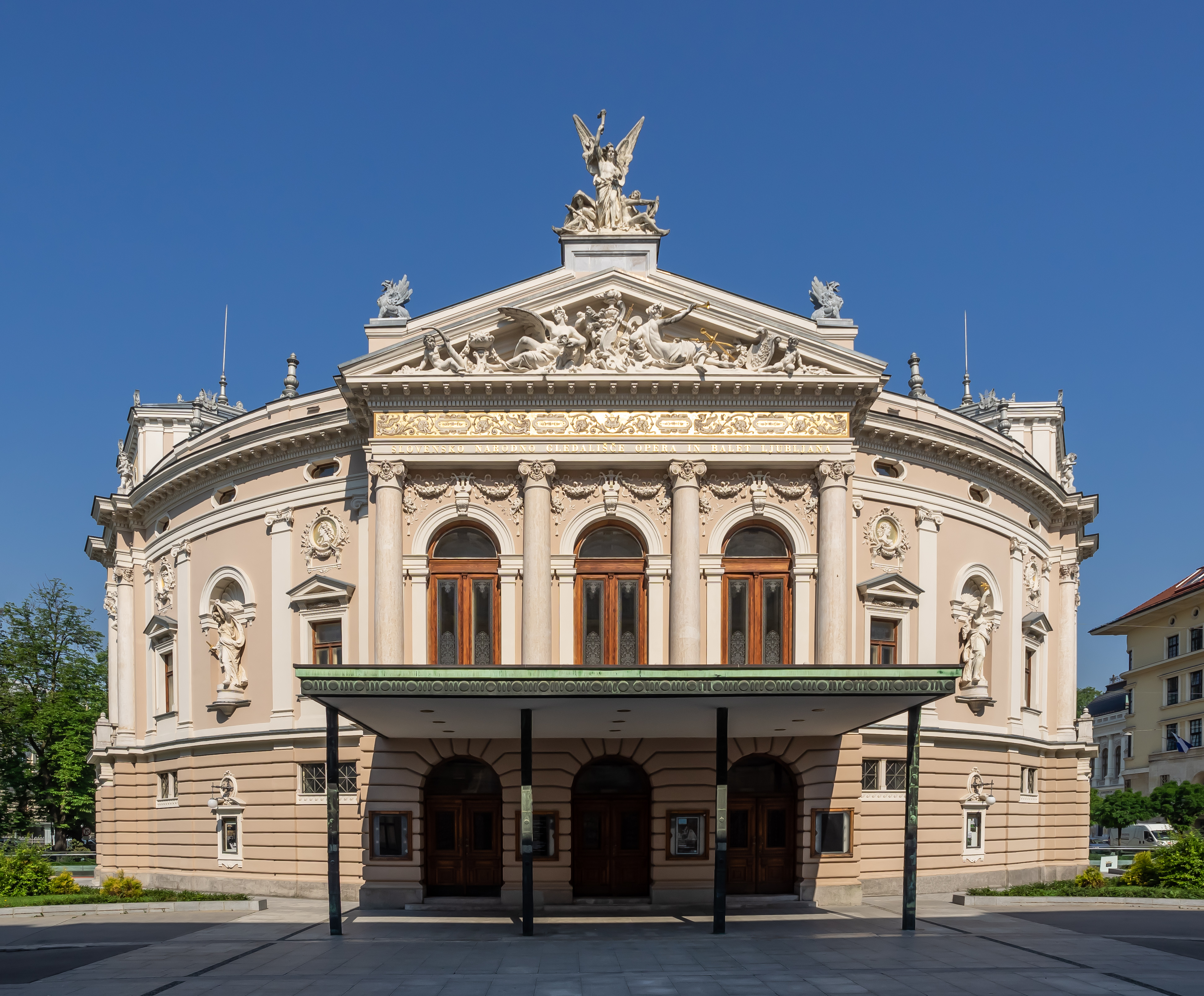
류블랴나 오페라 극장

류블랴나 오페라 극장(슬로베니아어: Ljubljanska opera)은 슬로베니아의 수도인 류블랴나에 있는 오페라 극장이다. 류블랴나 슬로베니아 국립극단이 이 극장을 본 극장으로 사용하고 있다.